# Naropa
Naropa (tyb.; sanskryt: Nadaprada, ur. 1016, zm. 1100) – indyjski mistyk i mnich buddyjski, uczeń Tilopy, brat Nigumy, a także główny nauczyciel Marpy.
Naropa należy do Złotej Girlandy, oznacza to, że był dzierżawcą linii przekazu buddyzmu tybetańskiego szkoły kagyu, uważany był również za znakomitego uczonego. Wielki mistrz medytacji, znany jest z wydzielenia i rozwinięcia sześciu jog Naropy. Praktyki te zostały ułożone tak, aby umożliwić szybsze osiągnięcie oświecenia.
Wielu Karmapów linii kagyu spędziło dłuższy czas na doskonaleniu się w jednej lub kilku z tych sześciu jogicznych praktyk. Praktyki te pochodzą od Buddy i były przekazywane w nieprzerwanej linii poprzez Tilopę, Naropę i dalej, aż do dzisiaj.
Naropa urodził się w rodzinie braminów. Od najmłodszych lat pragnął studiować nauki i ćwiczyć się w medytacji. Nie chcąc sprzeciwiać się woli rodziców, zgodził się na zaaranżowane małżeństwo z dziewczyną pochodzącą również z rodziny braminów. Po ośmiu latach wspólnego życia, oboje zdecydowali o rozwiązaniu małżeństwa i przyjęli święcenia mnisie.
W wieku 28 lat, Naropa podjął studia na sławnym w tym czasie uniwersytecie buddyjskim w Nalandzie, gdzie studiował zarówno sutry jak i tantry. Zyskał również sławę wielkiego uczonego i niezrównanego uczestnika debat, niezwykle istotnych w tamtych czasach – według ówczesnej tradycji pokonany w debacie automatycznie stawał się uczniem zwycięzcy. Naropa został mianowany Strażnikiem Północnej Bramy uniwersytetu – jego zadaniem było prowadzenie filozoficznych dyskusji z osobami chcącymi dostać się na jego teren. Brał udział w wielu debatach, nauczał i zdobył wielu uczniów.
Pewnego dnia podczas studiów, Naropie ukazała się dakini i zapytała czy rozumie słowa, które właśnie czyta. Odparł, że rozumie, a kiedy dakini wydawała się zadowolona z jego odpowiedzi, dodał jeszcze, że rozumie również ich znaczenie. W tym momencie dakini zalała się łzami, mówiąc że Naropa jest wielkim uczonym, ale jednocześnie kłamcą, ponieważ jedynym, który rozumie znaczenie tych nauk jest jej brat Tilopa. Słysząc imię Tilopy, Naropa doświadczył intensywnego uczucia oddania i uświadomił sobie, że aby osiągnąć pełne urzeczywistnienie musi odnaleźć nauczyciela. Porzucił studia i swoją pozycję na uniwersytecie i wyruszył na poszukiwania Tilopy.
W poszukiwaniu nauczyciela Naropa doświadczył tzw. dwunastu mniejszych trudności, będących ukrytymi naukami na jego drodze do oświecenia. Kiedy w końcu odnalazł Tilopę, otrzymał cztery kompletne linie przekazu i rozpoczął ich praktykę. Podczas studiów i medytacji z Tilopą doświadczył dalszych dwunastu ciężkich trudności, prób mających na celu przezwyciężenie wszystkich przeszkód na ścieżce i doświadczenie pełnego urzeczywistnienia mahamudry.
Następnie pozostał w Pulahari, gdzie nauczał swoich uczniów aż do swojej śmierci w wieku 85 lat. Naropa spędził z Tilopą dwanaście lat. Jest wspominany ze względu na swoje zaufanie i oddanie dla nauczyciela, które pozwoliło mu osiągnąć oświecenie w ciągu jednego życia.
Uważa się go za jednego z 84 mahasiddhów, „świętych” buddyzmu tantrycznego. Jego imieniem nazwano Uniwersytet Naropy w Boulder, Kolorado (USA).
Naropa razem z Maitripą udzielił przekazu nauk wadżrajany Tybetańczykowi Marpie, dzięki czemu linia przekazu szkoły kagyu ma swą kontynuację w Tybecie.
Oprócz tego Naropa uzyskał bezpośredni przekaz od Wadżrajogini w tantrycznych wizjach tej żeńskiej formy Buddy, pogłębiając mistrzostwo we wcześniej otrzymanych technikach tantrycznych i tworząc swój unikatowy system związany z jidamem Wadżrajogini tantry Jogi Najwyższej. Ten unikatowy przekaz udzielił „dwóm braciom z Phamthingpa” Jigme Dragpa i Ngawang Dragpa, który kontynuuje obecnie szkoła sakja oraz gelug